# کازویوشی فوناکی
کازویوشی فوناکی (انگلیسی: Kazuyoshi Funaki؛ زادهٔ ۲۷ آوریل ۱۹۷۵) اسکی‌باز پرش اهل ژاپن است.